# Delphinium dictyocarpum
Delphinium dictyocarpum är en ranunkelväxtart. Delphinium dictyocarpum ingår i släktet storriddarsporrar, och familjen ranunkelväxter.

## Underarter
Arten delas in i följande underarter:
- D. d. dictyocarpum
- D. d. tibeticum

## Bildgalleri

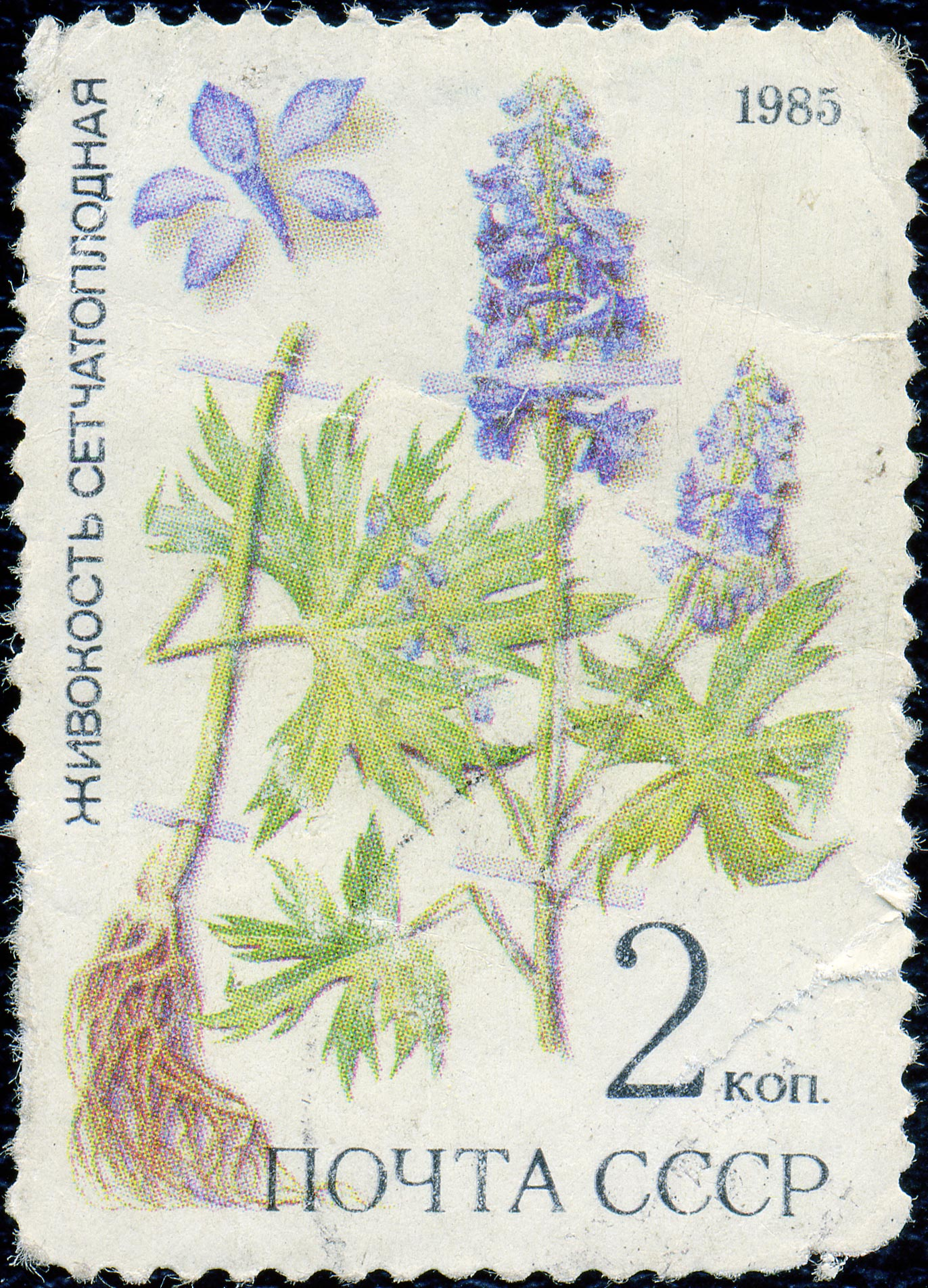